# Gran Premi Ciclista de Quebec 2011
El Gran Premi Ciclista de Quebec 2011 fou la segona edició del Gran Premi Ciclista del Quebec. La cursa es disputà el 9 de setembre de 2011. Aquesta fou la 24a prova de l'UCI World Tour 2011. Junt al Gran Premi Ciclista de Mont-real, que es disputa dos dies més tard, és una de les dues proves World Tour que es disputen a Amèrica del Nord. La victòria fou pel belga Philippe Gilbert (Omega Pharma-Lotto), en imposar-se a l'esprint al seu company d'escapada, Robert Gesink.

## Recorregut
La cursa es disputa en un circuit de 12,6 quilòmetres al qual s'han de donar 16 voltes i un total de 201,6 km. La línia d'arribada es troba en pujada.

## Participants
El 18 equips UCI World Tour són presents en aquesta cursa, així com quatre equips continentals professionals convidats: Team Europcar, FDJ, Cofidis i l'equip canadenc SpiderTech-C10.
| Núm.    | Codi | Equip              |
| ------- | ---- | ------------------ |
| 1-8     | OLO  | Omega Pharma-Lotto |
| 11-18   | SKY  | Team Sky           |
| 21-28   | RAB  | Rabobank ProTeam   |
| 31-38   | GRM  | Garmin-Cervélo     |
| 41-48   | EUS  | Euskaltel–Euskadi  |
| 51-58   | LEO  | Leopard Trek       |
| 61-68   | BMC  | BMC Racing Team    |
| 71-78   | THR  | Team HTC-High Road |
| 81-88   | LAM  | Lampre-ISD         |
| 91-98   | SBS  | Saxo Bank-Sungard  |
| 101-108 | RSH  | Team RadioShack    |

| Núm.    | Codi | Equip                  |
| ------- | ---- | ---------------------- |
| 111-118 | LIQ  | Liquigas-Cannondale    |
| 121-128 | KAT  | Team Katusha           |
| 131-138 | AST  | Astana Qazaqstan Team  |
| 141-148 | MOV  | Movistar Team          |
| 151-158 | QST  | QuickStep Cycling Team |
| 161-168 | ALM  | AG2R La Mondiale       |
| 171-178 | VCD  | Vacansoleil-DCM        |
| 181-188 | EUR  | Team Europcar          |
| 191-198 | FDJ  | FDJ                    |
| 201-208 | COF  | Cofidis                |
| 211-218 | CSM  | SpiderTech-C10         |

## Classificació final
| #  | Ciclista         | Equip                  | Temps      | Punts UCI |
| -- | ---------------- | ---------------------- | ---------- | --------- |
| 1  | Philippe Gilbert | Omega Pharma-Lotto     | 5h 03' 08" | 80        |
| 2  | Robert Gesink    | Rabobank ProTeam       | m. t.      | 60        |
| 3  | Rigoberto Urán   | Team Sky               | + 09"      | 50        |
| 4  | Fabian Wegmann   | Leopard Trek           | + 14"      | 40        |
| 5  | Levi Leipheimer  | Team RadioShack        | + 15"      | 30        |
| 6  | Björn Leukemans  | Vacansoleil-DCM        | + 23"      | 22        |
| 7  | Simone Ponzi     | Liquigas-Cannondale    | + 23"      | 14        |
| 8  | Marco Marcato    | Vacansoleil-DCM        | + 25"      | 10        |
| 9  | Gerald Ciolek    | QuickStep Cycling Team | + 30"      | 6         |
| 10 | Simon Clarke     | Astana Qazaqstan Team  | + 47"      | 2         |